# 질투 (2013년 영화)
《질투》(프랑스어: La Jalousie)는 2013년 공개된 프랑스의 영화이다.

## 출연

### 주연
- 루이 가렐
- 아나 무글라리스

### 조연
- 아서 이구알
- 에스더 가렐
- 마농 뉴스
- 로버트 바질
- 쟝 포미에르
- 줄리엔 루카스
- 마틸드 비손
- 안소니 파리오티
- 래티티아 스피가렐리

## 기타
- 공동제작: 알프레드 허머